# Арсениты (химия)
Арсениты (арсенаты(III)) — неорганические химические соединения, имеющие в своём составе кислородсодержащие ионы мышьяка в степени окисления +3. Являются солями мышьяковистой кислоты H3AsO3 (HAsO2).

## Состав и свойства
В зависимости от строения арсенит-ионы могут иметь следующий состав:
- ортоарсениты AsO33-
- мета-арсениты AsO2-
- пироарсениты As2O54- с ионом O2As-O-AsO2
- полиарсениты As3O75- с ионом [O2As-O-As(O)-O-AsO2]
- полиарсениты As4O96- с ионом [O2As-O-As(O)-O-As(O)-O-AsO2]
- полиарсениты As6O114-

B воде растворимы только арсениты аммония и щелочных металлов. Проявляют восстановительные свойства. 
Арсениты ядовиты для живых организмов (в той или иной степени).

## Получение и применение
Арсениты металлов могут быть получены прямым взаимодействием соответствующих гидроксидов с водным раствором оксида мышьяка(III).
Применяются как инсектициды.